# モラレダ海峡

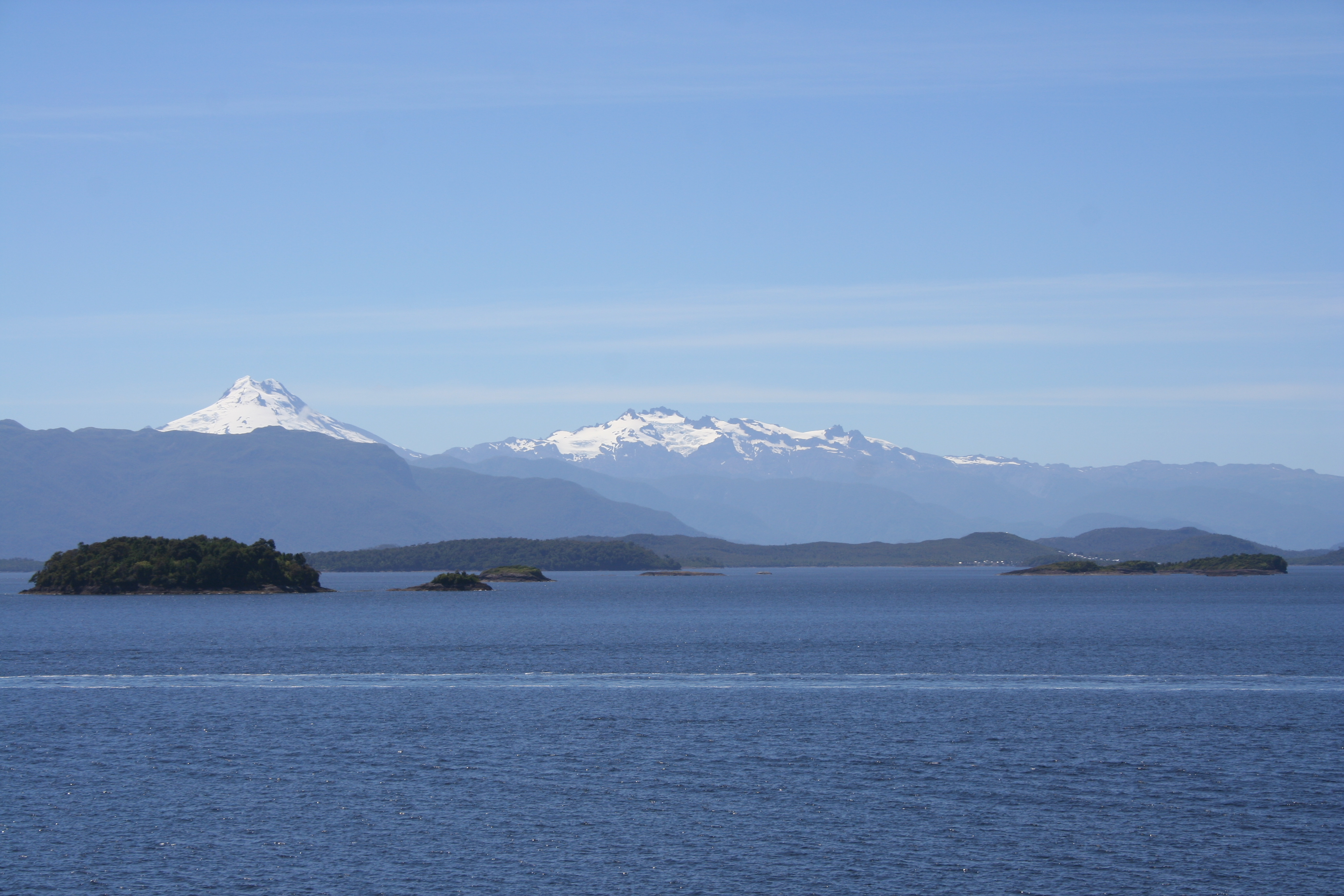
モラレダ海峡。背後にマカ山を臨む

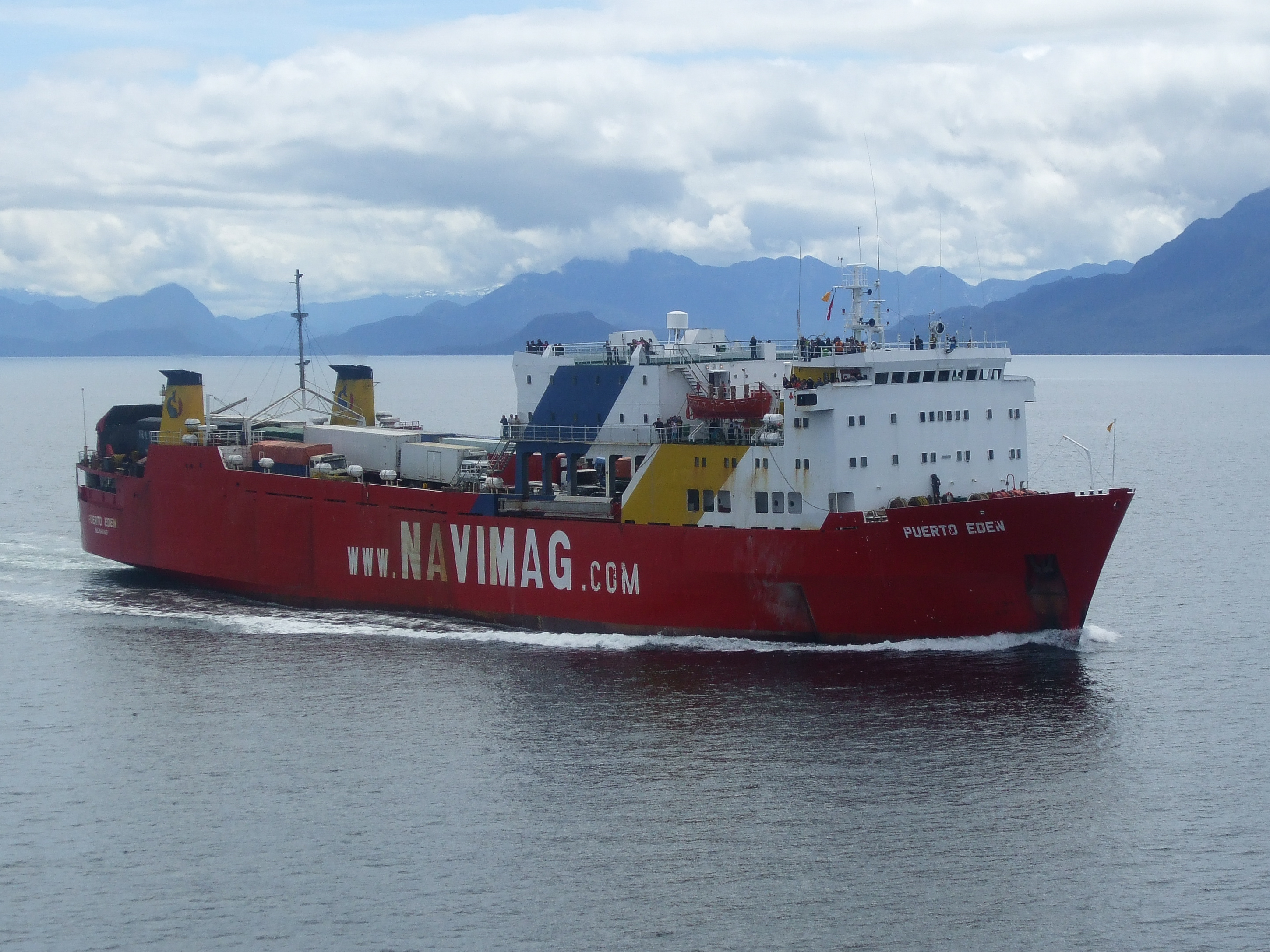
海峡内でホエールウォッチングのために運行されているフェリー

モラレダ海峡 (モラレダかいきょう、英語: Moraleda Channel、スペイン語: Canal Moraleda) は、チリ本土とチョノス群島とを隔てる海域である。南緯44度24分53秒 西経73度25分14秒 / 南緯44.4147222度 西経73.4205556度に位置し、コルコバド湾に続く。アイセン・フィヨルドの入り口より南側の海峡は2つに分かれている。東側はコスタ海峡 (Costa Channel) と呼ばれており、さらに南へ行くと「エステロ・エレファンテス（エスチュアリー）」 (Estero Elefantes) と名を変える。海峡はリキーネ-オフキ断層に沿っている。
海峡の最深部はマグダレーナ島の前に存在する。